# رنگینک کلاه‌خودی
رنگینک کلاه‌خودی (نام علمی: Antilophia galeata) نام یک گونه از سرده رنگینک‌های کلاه‌خودی است.